# Ioan Aurel Rus
Ioan Aurel Rus (n. 1 ianuarie 1958, Cristeștii Ciceului, Bistrița-Năsăud) este un preot ortodox român. În perioada 2000-2004 a fost senator, iar între 2004-2008 a fost deputat din partea Partidului România Mare. În cadrul activității sale ca senator (2000 - 2004), Ioan Aurel Rus a fost membru în grupurile parlamentare de prietenie cu Republica Libaneză, Republica Chile și Albania. În cadrul activității sale ca deputat (2004 - 2008), Ioan Aurel Rus a fost membru în grupurile parlamentare de prietenie cu Republica Slovacă, Republica Chile și Republica Malta. 
Consiliul Național pentru Studierea Arhivelor Securității a constatat calitatea sa de colaborator al fostei Securități.
În 2004 preotul Ioan Aurel Rus a fost caterisit după ce a fost trimis în judecată de către consistoriul eparhial al Arhiepiscopiei Vadului, Feleacului și Clujului pentru că a refuzat să se supună hotărârii Sfântului Sinod al Bisericii Ortodoxe Române, optând pentru cariera politică.
În anul 2011 a demisionat din PRM, iar la sfârșitul anului 2013 i-a fost ridicată caterisirea.
Ioan Aurel Rus a fost trimis în judecată în anul 2008 pentru constituire de grup infracțional, racolare, îndrumare și călăuzire a unor persoane în scopul trecerii frauduloase a frontierei, complicitate la fals privind identitatea și fals material în înscrisuri oficiale. După mutarea dosarului de la București la Bistrița, a fost condamnat penal prin sentința nr. 1540 din 24 octombrie 2012, pronunțată de Judecătoria Bistrița. Împotriva sentinței de condamnare a formulat recurs, care a fost respins de Curtea de Apel Cluj în data de 20 iunie 2013.
Întrebat cum comentează faptul că Ioan Aurel Rus a fost reprimit în rândul clerului la sfârșitul anului 2013, purtătorul de cuvânt al Mitropoliei Clujului, Bogdan Ivanov, a precizat că este decizia Sfântului Sinod, iar pentru amănunte trebuie întrebați mai marii bisericii.
Din decembrie 2013 activează ca preot misionar al Arhiepiscopiei Vadului, Feleacului și Clujului la Nușeni.